# گمینا اوسترووک (استان لوبلین)
گمینا اوسترووک (استان لوبلین) (به لهستانی:  Gmina Ostrówek) یک گمینا در لهستان است که در شهرستان لوبارتوف واقع شده‌است. گمینا اوسترووک ۸۹٫۹۹ کیلومتر مربع مساحت و ۳٬۹۷۶ نفر جمعیت دارد.